# 朱塞平娜·迪布拉西
朱塞平娜·迪布拉西（義大利語：Giuseppina Di Blasi，1979年1月14日—），意大利前女子射箭运动员。她曾代表意大利参加1996年夏季奥林匹克运动会射箭比赛女子个人和女子团体两个小项。